# Valentin Hristov (haltérophilie, 1994)
Pour les articles homonymes, voir Valentin Hristov.
Valentin Xristov (bulgare : Валентин Христов, né le 30 mars 1994) est un haltérophile bulgare naturalisé azerbaïdjanais médaillé aux championnats d'Europe, du monde et aux Jeux olympiques. Mais la médaille de bronze qu'il a obtenu lors des Jeux de Londres en 2012 lui est retirée par le CIO le 29 mars 2019 après réanalyse de ses échantillons et découverte d'un substance interdite, la déhydrochlorméthyltestostérone (oral-turinabol).

## Palmarès

### Haltérophilie aux Jeux olympiques
- Haltérophilie aux Jeux olympiques d'été de 2012 à Londres (Royaume-Uni) - 56 kg
  -  Médaille de bronze : 286 kg Disqualifié pour dopage[2].

### Championnats du monde d'haltérophilie
- Championnats du monde d'haltérophilie 2011 à Paris (France) - 56 kg
  -  Médaille de bronze : 276 kg.

### Championnats d'Europe d'haltérophilie
- Championnats d'Europe d'haltérophilie 2015 à Tbilissi (Géorgie) - 62 kg
  -  Médaille d'or : 295 kg.

- Championnats d'Europe d'haltérophilie 2013 à Tirana (Albanie) - 62 kg
  -  Médaille d'or : 312 kg. Disqualifié

- Championnats d'Europe d'haltérophilie 2012 à Antalya (Turquie) - 56 kg
  -  Médaille d'or : 280 kg.